# Kościół św. Michała Archanioła w Winnej Górze
Kościół świętego Michała Archanioła w Winnej Górze – rzymskokatolicki kościół parafialny należący do parafii pod tym samym wezwaniem (dekanat miłosławski archidiecezji gnieźnieńskiej).

## Historia
Obecna świątynia w stylu barokowym została zbudowana w 1766 roku; ufundował ją biskup Teodor Czartoryski. W 1863 roku, dzięki staraniom Poznańskiego Towarzystwa Przyjaciół Nauk, do świątyni została dobudowana sześciokątna kaplica grobowa zaprojektowana przez Seweryna Mielżyńskiego, w której, w neoklasycznym grobowcu wzorowanym na rzymskim sarkofagu Scypiona Afrykańskiego, został pochowany gen. Jan Henryk Dąbrowski – twórca Legionów Polskich we Włoszech. W 1912 roku kościół został rozbudowany według projektu Stanisława Boreckiego – dobudowano wówczas duży transept i prezbiterium. W XVIII-wiecznym rokokowym ołtarzu głównym znajduje się obraz Matki Bożej z Dzieciątkiem z 2. połowy XVI wieku, umieszczony w srebrnej sukience z połowy XVIII wieku. W transepcie są zawieszone dwa obrazy namalowane w latach 1810-1818 przez Jana Gładysza, na zamówienie gen. Jana Henryka Dąbrowskiego: „Cud św. Kazimierza” i „Cud św. Kingi”. Z pozostałych zabytków można wyróżnić XV-wieczną drewnianą płaskorzeźbę „Zwiastowanie”, oraz obrazy: „Ukrzyżowanie”, „Koronacja NMP”, „św. Józef” oraz „Chrystus na krzyżu”.